# 有声歯茎側面破擦音
有声歯茎側面破擦音（ゆうせい はぐき そくめん はさつおん）は、子音の種類のひとつで、有声歯茎破擦音に側面開放が加わった音である。

## 音声記号
国際音声記号では、[d͡ɮ]（または単に[dɮ]）で表わされる。
アメリカの音声記号（アメリカ州の先住民族の言語を記述するために人類学者・言語学者が使っている方式）では、「λ」で表わされる。

## 言語例
無声歯茎側面破擦音の[t͡ɬ]がさまざまな言語に見られるのに対し、有声の[d͡ɮ]が独立した音素として存在する言語は少ない。
トリンギット語は[tɬ]（無声）、[tɬʼ]（放出）、[dɮ]（有声）の3種類の側面破擦音を区別する。
ナバホ語でも同様に3種類の側面破擦音を区別するが、実際には[dɮ]の摩擦は弱く、[dl]または[d̥l]と記述した方がよいものだという。
弁別的ではないが、モンタナ・セイリッシュ語では側面接近音が重なった時に前に閉鎖音が置かれる傾向があり、また摩擦による噪音が聞こえるため、pʼəllitʃʼtʃ（裏返した）の前半は厳密表記すると[pʼəᵈɮɮi-]のようになるという。